# Junkers Ju 635
Lo Junkers Ju 635 era un aereo da ricognizione a lungo raggio progettato dall'azienda tedesca Dornier-Werke GmbH ed in seguito assegnato alla Junkers GmbH, incaricata dello sviluppo, negli anni quaranta e rimasto allo stadio di sviluppo.
Designato inizialmente Dornier Do 335 Z e basato sul Dornier Do 335 Pfeil B era caratterizzato da una configurazione bifusoliera ma non riuscì ad essere concretizzato in un prototipo rimanendo allo stadio di mockup degli abitacoli separati.

## Storia

### Sviluppo
L'esigenza di dotarsi di un nuovo velivolo da ricognizione a lungo raggio suggerì alla Dornier-Werke di valutare uno sviluppo dedicato del loro Do 335 Pfeil, portato in volo per la prima volta a fine 1943, disegnando una soluzione bifusoliera per incrementarne ulteriormente le caratteristiche generali ed al quale venne assegnata la designazione provvisoria Do 335 Z. La situazione bellica sfavorevole alla Germania suggerì al Reichsluftfahrtministerium (RLM) di ordinare alla Dornier di concentrarsi sullo sviluppo dello Pfeil per non disperdere le risorse necessarie ed assegnò, a metà del 1944, lo sviluppo del progetto alla Junkers con la supervisione della Ernst Heinkel Flugzeugwerke, l'unica ad avere costruito un velivolo simile, lo He 111 Z ed in grado di fornir loro l'esperienza necessaria.
Dopo un incontro con gli ingegneri di Dornier e Heinkel, il professor Heinrich Hertel ritenne che un prototipo non potesse essere completato prima della fine del 1945. Incaricò quindi la Heinkel di riprogettare il velivolo (designazione aziendale P 1075, W.nr. 00.304) introducendo una serie di modifiche che avrebbero permesso una più veloce costruzione del prototipo: così modificato si riteneva potesse essere pronto per il febbraio 1945.
I numerosi interventi in sede progettuale, con un nuovo disegno del carrello d'atterraggio, con l'allungamento della fusoliera e l'adozione di una diversa e più grande semiala centrale, discostarono sostanzialmente il velivolo dal progetto originale e sottoposto alla commissione di valutazione dell'RLM, questo decise di assegnargli la numerazione ufficiale Ju 635 emettendo un ordine di fornitura per quattro prototipi e sei esemplari di preproduzione.
Benché il progetto risultasse semplificato, al fine di una maggiore velocità di produzione la maggior parte dei componenti del nuovo modello continuavano ad essere comuni al Do 335.
Nel novembre 1944 la priorità imposta dall'RLM nella produzione di caccia destinati alla difesa aerea del territorio nazionale determinò il rallentamento nello sviluppo dello Ju 635 fino al suo definitivo arresto. Fino a quel momento l'azienda era riuscita a realizzare un modello per la galleria del vento ed a preparare i mockup in scala 1:1 dei due abitacoli pressurizzati.